# Poeciliopsis prolifica
Poeciliopsis prolifica, tên thông thường là blackstripe livebearer, là một loài cá nước ngọt thuộc chi Poeciliopsis trong họ Cá khổng tước. Loài này được mô tả lần đầu tiên vào năm 1960.

## Từ nguyên
Từ prolifica trong danh pháp của loài cá này có nghĩa là "sinh đẻ nhiều", ám chỉ việc cá mẹ thường xuyên cho ra đời nhiều con cá bột (nhiều nhất là sáu con mỗi tháng).

## Phân bố và môi trường sống
P. prolifica có phạm vi phân bố ở Trung Mỹ. Loài cá này được tìm thấy ở phía đông vịnh California, trải dài từ bang Sonora đến bang Nayarit (Mexico). P. prolifica chỉ sống được ở môi trường nước ngọt và nước lợ, được tìm thấy ở sông suối và đầm phá nước lợ, cũng như ở các khu vực cửa sông (độ sâu khoảng 2 m trở lại).
Mặc dù môi trường sống của P. prolifica đang bị đe dọa (rừng ngập mặn biến mất và sự phát triển nhanh chóng ở khu vực ven biển), nhưng điều này chỉ ảnh hưởng ở một quy mô nhỏ nên không ảnh hưởng đáng kể đến loài cá này.

## Mô tả
Chiều dài cơ thể lớn nhất được ghi nhận ở P. prolifica là 3 cm. Loài cá này có một sọc đen ở lưng.
P. prolifica ăn mùn hữu cơ, động vật phù du và côn trùng.